# أبو الحسن الإقليدسي
أبو الحسن أحمد بن إبراهيم الإقليدسي هو عالم رياضيات عربي مسلم، عاش في القرن الرابع الهجري، وعمل في دمشق معلما للحساب. وبغداد.
لم يذكر المؤرخون شيئا عن حياة الإقليدسي، ويقال إن لقب الإقليدسي يرجع إلى أنه كان يتكسب بنسخ كتاب إقليدس، ويقال أنه كان يقوم بتدريسه أيضا.

## كتبه
لم يعرف للإقليدسي سوى كتاب وحيد وفريد في الرياضيات وهو «كتاب الفصول في الحساب الهندي». ومن الجدير بالذكر أنَّه قد لمح للكسور العشرية.

## دوره كرياضياتي
أظهر الإقليديسي كيفية تنفيذ العمليات الحسابية دون حذف. وذلك قبل أن يكتب غياث الدين الكاشي في الكسور العشرية في القرن السادس الهجري.
أظهر كتاب الإقليدسي أن الحساب الهندي يجرى على الرمل ويعتمد على المحو، فلا توجد إشارة واضحة في التراث العربي للكتب الهندية التي أخذوا عنها.
أعجب المستشرقون بمنهج الإقليدسي في تأليف الكتاب، يكتب المادة العلمية على مراحل، كل مرحلة في فصل، وبين الفصول مسافات، وطريقته هذه قد وضعها لتؤدي غرضا معينا في زمانه. وكذلك أعجبوا بغزارة مادته العلمية التي لا توجد عند غيره من العلماء المسلمين. وهذه الذخيرة العلمية تعرفنا بحساب التخت في التراث الإسلامي، وما كان عليه هذا الحساب في الهند نفسها.